# Rosalina Tuyuc
Rosalina Tuyuc Velásquez (Chimaltenango, 1956) é uma ativista dos direitos humanos da Guatemala. Ela foi eleita deputada do Congresso em 1995, eleita da lista nacional da Frente Democrática da Nova Guatemala e atuou como vice-presidente do Congresso durante esse período. Tuyuc é um Kaqchikel maia.
Em junho de 1982, o Exército da Guatemala sequestrou e assassinou seu pai, Francisco Tuyuc. Três anos depois, em 24 de maio de 1985, seu marido sofreu o mesmo destino. Em 1988, ela fundou a Associação Nacional de Viúvas da Guatemala (conhecida pela sigla CONAVIGUA, que significa, originalmente Coordinadora Nacional de Viudas de Guatemala), que se tornou uma das principais organizações de direitos humanos da Guatemala.
Em 1994, Tuyuc foi condecorada pela Ordre National de la Légion d'honneur francesa por suas atividades humanitárias. Em 6 de julho de 2004, o Presidente Óscar Berger a designou para presidir a Comissão Nacional de Reparações (Comisión Nacional de Resarcimiento). Em 2011, ela criticou publicamente a Comissão por não tratar adequadamente os danos causados pela guerra.
A Fundação para a Paz Niwano do Japão concedeu o Prêmio Niwano para a Paz de 2012 a Tuyuc "em reconhecimento por seu trabalho extraordinário e obstinado pela paz como uma corajosa ativista e líder dos direitos humanos".